# Kronohäktet i Uddevalla

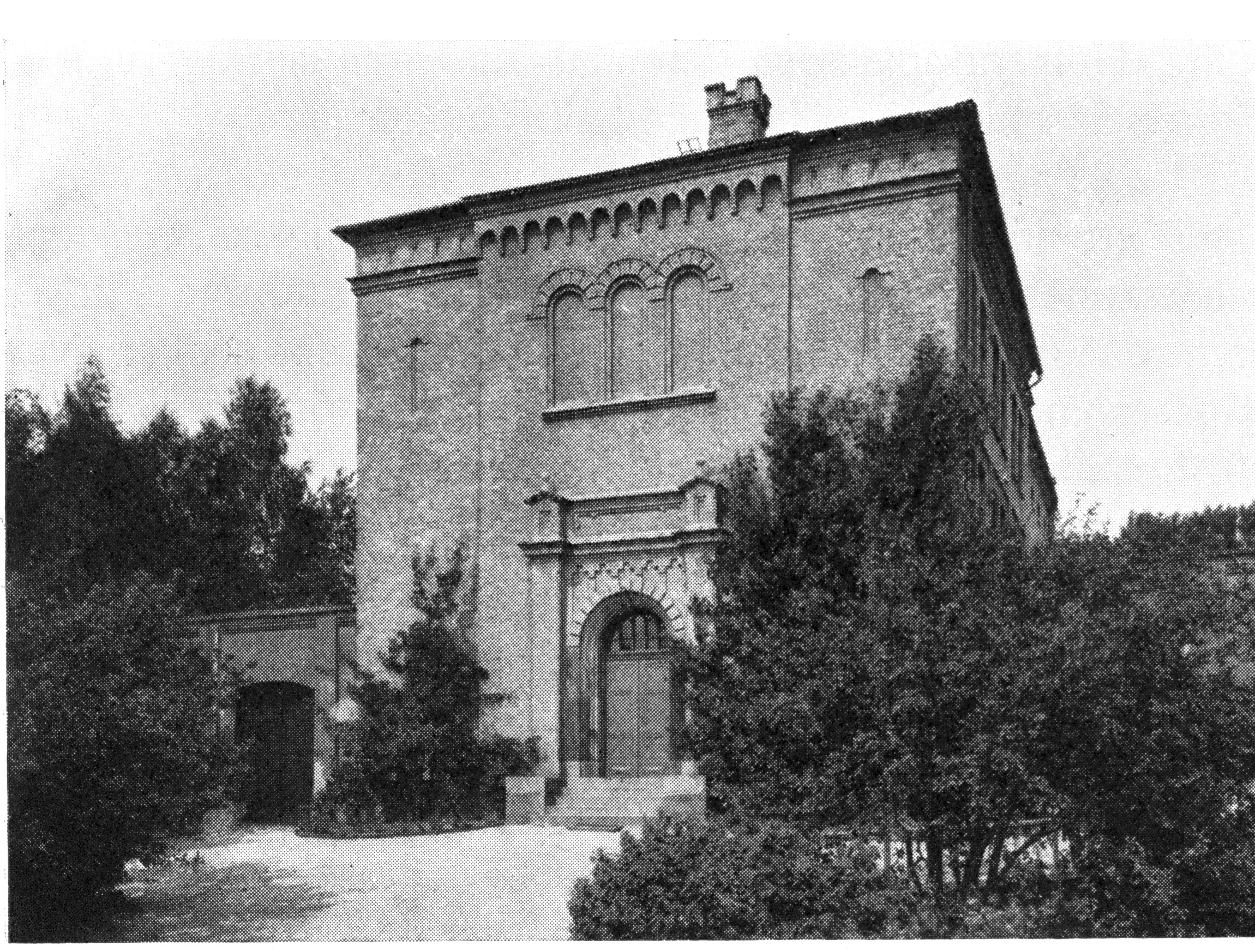
Kronohäktet på 1930-talet.

Kronohäktet i Uddevalla var ett cellfängelse öppnat 1863. Det lades ned 1936 och byggnaden revs 1973.

## Historia
Fastigheten kom att ligga centralt, där Älvsborgsbanan och Bohusbanan skiljs åt. Kronohäktet tillkom som en följd av den fängelsereform, som beslutats vid 1844 års riksdag. Det var till utseendet likt andra enrumsfängelser från tiden och byggt i tre våningar med sammanlagt 30 vanliga och fyra storceller. Anstalten togs i bruk i februari 1863. Byggnadskostnaden var 70 249 kronor. 
Från att de första decennierna ha varit välbelagt, minskade antalet intagna på anstalten och åren 1931-1935 hade man i genomsnitt nio intagna och med ett högsta antal på 22. Fängelset lades ned 1936, men fastigheten användes efter ombyggnad fram till 1973 som elevhem, då den revs.